# Цитофлавин
Цитофлавин — комплекс из двух витаминов (В2 и РР), янтарной кислоты и инозина (рибоксина). По утверждению производителя, улучшает мозговой метаболизм.

## Применение
Показания к применению варьируются в зависимости от формы выпуска.
Таблетки назначают в составе комплексной терапии у взрослых при следующих заболеваниях: хроническая ишемия головного мозга 1—2-й стадии (церебральный атеросклероз, гипертензивная энцефалопатия, последствия инсульта), астенический синдром (недомогание и утомляемость).
Раствор для в/в введения назначают в составе комплексной терапии у взрослых при остром нарушении мозгового кровообращения, дисциркуляторной (сосудистой) энцефалопатии 1—2=й стадии и последствиях нарушения мозгового кровообращения (хроническая ишемия мозга).
Противопоказания: гиперчувствительность, период грудного вскармливания.
C осторожностью: нефролитиаз, подагра, гиперурикемия.